# Guatteria brachypoda
Guatteria brachypoda är en kirimojaväxtart som beskrevs av Robert Elias Fries. Guatteria brachypoda ingår i släktet Guatteria och familjen kirimojaväxter. Inga underarter finns listade i Catalogue of Life.